# Wilhelm Schulthess

Wilhelm Schulthess, 1914

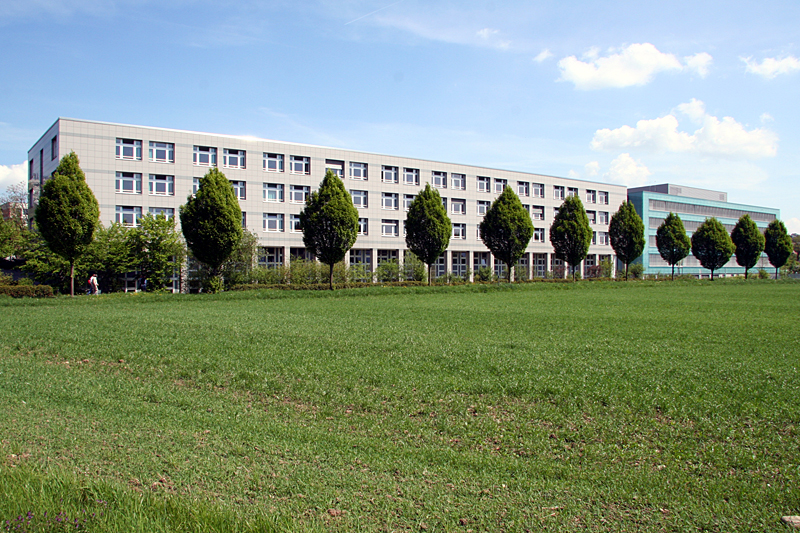
Schulthess-Klinik beim Balgrist

Wilhelm Schulthess-Wyder (* 18. Mai 1855 in Villnachern; † 6. März 1917 in Zürich) war ein Schweizer Internist und Pädiater. Er widmete sich der Behandlung von Skoliosen und begründete die nach ihm benannte Schulthess Klinik beim Balgrist in Weinegg und die heutige Universitätsklinik Balgrist. Er war «die herausragende Persönlichkeit der Schweizer Orthopädie in der zweiten Hälfte des 19. Jahrhunderts».

## Biografie
Wilhelm Schulthess war ein Nachfahre des Geistlichen Johann Georg Schulthess, der 1749 in Berlin den Montagsklub gegründet hatte. Der Schweizer Bundesrat Edmund Schulthess war sein Bruder und Tina Truog-Saluz war seine Nichte.
Er führte seit 1883 das Orthopädische Institut an der Löwenstrasse in der Zürcher Innenstadt, das 1896 an die Neumünsterallee in Riesbach übersiedelte. In dieser Privatklinik behandelte er mit dem (deutschstämmigen) Chirurgen August Lüning (1852–1925) vor allem Fehlstellungen der Wirbelsäule. Um auch Kindern aus weniger vermögenden Familien eine entsprechende Therapie zu ermöglichen, startete er eine Spendenkampagne, die 1909 in der Gründung des Schweizerischen Vereins für krüppelhafte Kinder (seit 1966: Schweizerischer Verein Balgrist) mündete. Dieser Verein eröffnete am 12. November 1912 auf dem Balgrist-Hügel die Orthopädische Anstalt Balgrist mit 74 Betten, welche als Vorläuferin der heutigen Universitätsklinik Balgrist gilt.
Schulthess starb mit 62 Jahren an einem Herzinfarkt. Sein Schwiegersohn Eugen Hallauer und seine Tochter Claire Hallauer-Schulthess übernahmen die Leitung der Privatklinik an der Neumünsterallee. Diese wurde 1935 in die gemeinnützige Wilhelm-Schulthess-Stiftung überführt. Der Ausbau zu einer international anerkannten Klinik erfolgte unter Norbert Gschwend, ebenso der 1995 erfolgte Umzug in einen Neubau an der Lengghalde beim Balgrist, unweit der Universitätsklinik Balgrist.

## Schriften (Auswahl)
- mit August Lüning: Atlas und Grundriss der orthopädischen Chirurgie für Studierende und Aerzte. Lehmann, München 1901 (archive.org).